# 布若魯鄉 (特列奧爾曼縣)
43°43′N 25°34′E / 43.717°N 25.567°E
布若魯鄉（羅馬尼亞語：Comuna Bujoru, Teleorman），是羅馬尼亞的鄉份，位於該國南部，由特列奧爾曼縣負責管轄，面積34平方公里，海拔高度24米，2007年人口1,767，人口密度每平方公里53人。